# Санка, Марсиано
Марсиано Санка Чами (порт. Marciano Sanca Tchami; род. 3 марта 2004, Бисау) — бисау-гвинейский футболист, нападающий клуба «Альмерия» и сборной Гвинеи-Бисау.

## Клубная карьера
Санка — воспитанник португальских клубов «Жил Висенте» и «Лейшойнш». В 2022 году игрок подписал контракт с испанской «Альмерией», где начал выступать за дублирующий состав. 6 октября 2023 года в матче против «Атлетик Бильбао» он дебютировал в Ла Лиге.

## Международная карьера
17 ноября 2023 года в отборочном матче чемпионата мира 2026 против сборной Буркина-Фасо Санка дебютировал за сборную Гвинеи-Бисау. В 2024 году Нито принял участие в Кубке Африки 2023 в Кот-д’Ивуаре. На турнире он сыграл в матчах против сборных Нигерии и сборных Экваториальной Гвинеи.